# リュイヌ＝ザン＝マルジュリド
リュイヌ＝ザン＝マルジュリド （Ruynes-en-Margeride）は、フランス、オーヴェルニュ＝ローヌ＝アルプ地域圏、カンタル県のコミューン。

## 地理
中央高地の中、マルジュリド地方に属する。

## 歴史
1944年6月10日、ドイツ軍とマキザールとの間にモン・ムーシェの戦い（fr）が起きた。女性2人と子ども1人を含む民間人26人がリュイヌで秩序警察の憲兵隊によって射殺された。

## 人口統計
| 1962年 | 1968年 | 1975年 | 1982年 | 1990年 | 1999年 | 2006年 | 2011年 |
| ------ | ------ | ------ | ------ | ------ | ------ | ------ | ------ |
| 692    | 672    | 584    | 591    | 605    | 648    | 639    | 624    |

参照元:1999年までEHESS、2004年以降INSEE

## 姉妹都市
- ル・フィフ＝ソーヴァン、フランス